# Troy (Misuri)
Troy es una ciudad ubicada en el condado de Lincoln en el estado estadounidense de Misuri. En el Censo de 2010 tenía una población de 10540 habitantes y una densidad poblacional de 553,9 personas por km².

## Geografía
Troy se encuentra ubicada en las coordenadas 38°58′27″N 90°58′16″O / 38.97417, -90.97111. Según la Oficina del Censo de los Estados Unidos, Troy tiene una superficie total de 19.03 km², de la cual 18.92 km² corresponden a tierra firme y (0.59%) 0.11 km² es agua.

## Demografía
Según el censo de 2010, había 10540 personas residiendo en Troy. La densidad de población era de 553,9 hab./km². De los 10540 habitantes, Troy estaba compuesto por el 92.51% blancos, el 3.07% eran afroamericanos, el 0.41% eran amerindios, el 0.75% eran asiáticos, el 0.04% eran isleños del Pacífico, el 0.83% eran de otras razas y el 2.39% pertenecían a dos o más razas. Del total de la población el 2.97% eran hispanos o latinos de cualquier raza.